# Střešovická zvonička
Zvonička ve Střešovicích je jednou z dominant této čtvrti. Leží přibližně v polovině páteřní komunikace Starých Střešovic ulici Nad Hradním vodojemem.

## Historie
Zvonička byla zřejmě postavena během stavby kostela sv. Norberta ve Střešovicích na konci 19. století. Zvonička nese podobné historizující slohové prvky jako kostel, který je postaven v novorománském slohu.

Zvonička byla postavena naproti dnes již neexistujícímu domu čp. 51, nazývaného jako Hostinec U Štrosů, později U Zvoničky. Ten byl jako jeden z prvních zničen v rámci asanace ve Starých Střešovicích na konci 80. let 20. století, která v této čtvrti měla utvořit prostor pro výstavbu ambasád socialistických zemí Jižní Ameriky.

V roce 1997 bylo ustanoveno Občanské sdružení Staré Střešovice, který si dalo jako jeden ze svých hlavních cílů opravu chátrající Střešovické zvoničky. Zvonička byla po své rekonstrukci slavnostně otevřena v říjnu roku 2001, avšak kvůli nevhodně použitým materiálům se začala brzy po otevření sloupávat nová barva a fasáda nasávala vlhkost. Těmto problémům zabránila až následná druhá rekonstrukce v roce 2006, která zrekultivovala i okolí zvoničky a přilehlý park.